# カニシャス大学
カニシャス大学（英語: Canisius College、公用語表記: 公用語表記）は、アメリカ合衆国ニューヨーク州バッファーローに本部を置くアメリカ合衆国の私立大学。1870年創立、1870年大学設置。
リベラル・アーツ・カレッジの1つである。